# فرانسيسكو سافيريو رومانو
فرانسيسكو سافيريو رومانو هو سياسي إيطالي، ولد في 24 ديسمبر 1964 في باليرمو في إيطاليا. نشط حزبياً في Christian Democracy (Italy, 2002) ‏.

## مناصب
- انتخب نائب عن الجمعية البرلمانية لمجلس أوروبا  [لغات أخرى]‏ لترشحه ضمن قائمة إيطاليا، (2 أكتوبر 2006 – 29 سبتمبر 2008).
- انتخب عضو مجلس النواب في الجمهورية الإيطالية ‏ عن دائرة Sicily 1 (Chamber of Deputies constituency) [الإنجليزية]‏ خلال فترته النيابية [الإنجليزية]‏.
- انتخب Italian Minister of Agriculture ‏ (23 مارس 2011 – 16 نوفمبر 2011).
- انتخب عضو مجلس النواب في الجمهورية الإيطالية ‏.

## وصلات خارجية
- الموقع الرسمي